# Caleta El Refugio
Caleta El Refugio es una caleta de pescadores ubicada en la comuna de Penco (Chile), específicamente en el sector de Cerro Verde Bajo muy cercano a la localidad de Lirquén. En esta caleta existe un puesto comercial de pescados y mariscos, además de restaurantes de la especialidad como de comida rápida, este lugar es apto para todo tipo de paseos familiares frente al mar con cierto grado de tranquilidad, pero no es un lugar apto para el baño. Cerca de esta caleta se encuentran varios recintos del Puerto de Lirquén y accesos pavimantados para camiones desde este puerto hacia Talcahuano. Desde el Gran Concepción existe una regular cantidad de buses licitados hacia esta caleta. Geográficamente es el punto medio entre las localidades de Penco y Lirquén por el litoral.